# Mas Pi (Vilablareix)
El mas Pi és una masia de Vilablareix (Gironès), la torre de defensa de la qual està catalogada com a bé cultural d'interès nacional.

## Història
La primera referència documental és del 1415, quan Bernat de Sitjar, ciutadà de Girona, vas establir unes terres a Joan Pi, de Vilablareix. El 1578 consta que el mas és propietat de Francesc Pi, i el 1610 de Joan Pi. L'any 1669 es té constància quen'era propietari Isidre Çanou, canonge de Girona. L'any 1739 era propietat d'Ignasi Ramon de Sallés i Sanou, de Vic, i n'era masover Josep Tulsà.
La reforma actual va ser dirigida per l'arquitecte Joan M. de Ribot.

## Descripció
És una construcció situada al puig de Sant Roc, amb mirador al pla de Vilablareix i Girona. Amb el pas del temps s'ha anat ampliant i transformant segons les exigències de cada època i els seus habitants. Es tracta d'una construcció de planta rectangular, coberta a dues aigües amb parets portants de pedra i morter de calç. La porta principal és amb llinda de pedra. Té finestres amb ampit motllurat, cantonades de carreus i dues garites de vigilància a la façana principal.